# Reacciones internacionales a la muerte de Muamar el Gadafi
Las reacciones internacionales a la muerte de Muamar el Gadafi se refieren a las respuestas de los gobiernos extranjeros y las organizaciones supranacionales a la ejecución del dictador libio Muamar Gadafi en la batalla de Sirte, la última gran batalla de la Guerra de Libia de 2011, el 20 de octubre de 2011.

## Rol internacional en la caída de Gadafi
El Consejo de Seguridad de las Naciones Unidas votó para autorizar una zona de exclusión aérea. Dos días más tarde la Fuerza Aérea de Francia atacó, durante la Segunda Batalla de Bengasi, a una división blindada y piezas de artillería gadafistas desplegadas fuera de Bengasi, la capital de facto de la autoridad del gobierno provisional rebelde, a partir de las operaciones militares internacionales en el teatro de Libia.
Las fuerzas de la Organización del Tratado del Atlántico Norte (OTAN) estuvieron involucradas en la Operación Protector Unificado, nombre clave de la intervención militar en Libia, participando en la sangrienta batalla de Sirte en la que Gadafi fue capturado y ejecutado. Aviones franceses y un drone Predator operado desde la Base Aérea Creech cercana a Las Vegas, Nevada, Estados Unidos, bombardearon el convoy en el que viajaba Gadafi, dejándolo herido y lo obligó a abandonar su intento de huida de la ciudad sitiada. En un comunicado, la OTAN afirmó que desconocía que Gadafi era parte del convoy.

## Reacciones

### Representantes nacionales

#### África
- Costa de Marfil: El Ministro de Relaciones Exteriores Daniel Kablan Duncan dijo que Costa de Marfil estaba "por el diálogo y la paz en Libia. Pero en relación con la muerte del coronel Gadafi debe esperar hasta que todos los asuntos sean decididos".[5]

- Etiopía: El portavoz del Ministerio de Relaciones Exteriores dijo: "Gaddafi no ha sido parte de la solución para la crisis libia. Así que su muerte era la única opción para el pueblo libio. Es el pueblo libio el que lo derrocó, el gobierno etíope respeta el movimiento y la demanda del pueblo libio".[6]

- Ghana: El expresidente John Agyekum Kufuor dijo que "la muerte de Gadafi es un histórico día triste en África" y "eso demostró que el pueblo oprimido seguramente se levantará un día para demandar responsabilidad sus líderes".[7]

- Kenia: El Primer Ministro Raila Odinga comentó sobre el fin del "reinado y la vida de uno de los líderes más extravagantes de África y uno de los mayores financiadores de la UA en una lluvia de balas" y criticó a la Unión Africana (UA) por su "inacción y su solidaridad con los líderes africanos frente a los excesos cometidos contra su propio pueblo".[8]

- Namibia: El Ministro de Asuntos Exteriores Utoni Nujoma dijo que "hemos sido testigos de un asesinato extrajudicial de Gadafi por el CNT [Consejo Nacional de Transición], bajo el mando de la OTAN".[9] También el expresidente de Namibia Sam Nujoma dijo que "el asesinato, patrocinado en el extranjero, de Muamar Gadafi de Libia debe servir de lección a África ya que los agresores extranjeros se están preparando para saltar sobre el continente".[10]

- Nigeria: Mediante declaración el Ministerio de Relaciones Exteriores dijo: "Nigeria ha tenido conocimiento de la muerte de Gadafi. Este acontecimiento reivindica nuestra previsión y visión en dar el paso para reconocer al hasta entonces incipiente CNT".[11]

- Suazilandia: Muchos senadores hicieron condolencias y convinieron en que las autoridades del país debían de hacer también el pésame.[12] Algunas fuentes publicadas informaron que el monarca de Suazilandia, Mswati III, estaba molesto al oír hablar de la muerte de Muamar Gadafi, su amigo íntimo.[13]

- Sudáfrica: El presidente Jacob Zuma condenó la muerte de Gaddafi, diciendo: "Teniendo en cuenta que había una orden de detención contra Gadafi, había que encontrarlo, detenerlo y entregarlo a la Corte Penal Internacional, esperábamos que él sería capturado, ya que todo el mundo sabía que había una orden de detención dictada contra él. Hay una tendencia en todo el mundo en la que a los antiguos dirigentes acusados de injusticia no se les da la oportunidad de ser juzgados en un tribunal de justicia. Eso es sorprendente. Creo que incluso aquellos que lo acusaron [Gadafi] hubieran querido verlo convertido en responsable".[14] El Departamento de Relaciones Internacionales y Cooperación en un comunicado el que se daba noticia de la muerte de Gadafi y declaró la opinión del gobierno de Sudáfrica que "una paz duradera y una solución pacífica sostenible es posible a través de un proceso político inclusivo, que culminará con la celebración de las primeras elecciones democráticas". Según el comunicado, el gobierno espera que "los últimos acontecimientos conduzcan a un cese de las hostilidades y el restablecimiento de la paz".[15]

- Sudán: El Ministro de Estado Amin Hassan Omar Abdullah dijo que "su (Gadafi) muerte trágica se esperaba y que Sudán se ahorraría muchos problemas".[16]

- Tanzania: El Ministro de Relaciones Exteriores y Cooperación Internacional Bernard Membe dijo que no es parte de la cultura de Tanzania celebrar cualquier muerte, incluso la de sus enemigos;[17] y que Tanzania fue "conmocionado y entristecido" por la forma de la muerte de Gadafi. "A pesar de que está muerto, nuestra posición sigue siendo la misma. Que la lucha en Libia estaba mal en primer lugar y que va a ser un gran reto para que ese país se reconstruya".[18]

- Uganda: El presidente Yoweri Museveni describe la muerte como un "acto cobarde de los líderes del Consejo Nacional de Transición".[19]

- Zimbabue: Cairo Mhandu, miembro del Parlamento de Zimbabue por el partido gobernante Unión Nacional Africana de Zimbabue - Frente Patriótico (ZANU-PF por sus siglas en inglés) del presidente Robert Mugabe expresó su pesar por la muerte de Gadafi: "Este es un día triste para la gente de África... Muamar Gadafi ganó las elecciones y fue un verdadero líder. Son extranjeros que lo derrocaron, no son libios. Gadafi murió combatiendo. Él es un verdadero héroe de África." Mhandu llamó a la caída del exlíder "el comienzo de una nueva recolonización de África".[20]

#### Asia
- China: La portavoz del Ministerio de Relaciones Exteriores, Jiang Yu, en una declaración emitida en la página web del ministerio dijo que: "En este momento la historia de Libia ha abierto una nueva página", y expresó su esperanza de que la transición a un proceso político inclusivo se iniciará tan pronto como sea posible, (para) salvaguardar la unidad étnica y la unidad nacional, restableciendo la estabilidad social tan pronto como sea posible y para reconstruir la economía, de manera que los ciudadanos puedan llevar una vida feliz y pacífica.[21]

- Filipinas: El Departamento de Relaciones Exteriores felicitó al pueblo libio por "su última victoria y la liberación total de Libia".[22]

- India: Mientras que la India se abstuvo de reaccionar oficialmente a la muerte de Muamar Gadafi, una declaración conjunta emitida después de su muerte por el Ministro de Asuntos Exteriores, SM Krishna, y su homólogo francés, Alain Juppé, en la capital Nueva Delhi, declaró que los dos países apoyan los esfuerzos del Consejo Nacional de Transición que representa a todo el pueblo libio, para establecer instituciones democráticas en una Libia libre, para promover los derechos humanos y para reconstruir su país después de los sufrimientos que han soportado.[23]

- -  Cachemira: El líder del Frente de Liberación de Jammu y Cachemira Yasin Malikhis dijo que la muerte de Gadafi significa que "el pueblo de Cachemira ha perdido a su amigo".[24]

- Irak: El primer ministro Nouri al-Maliki elogió el asesinato de Gadafi, diciendo: "Felicitamos a nuestros hermanos libios y el Consejo [Nacional] de Transición en ocasión de deshacerse del tirano Gadafi, quien dirigió Libia durante cuatro décadas llenas de opresión." Maliki comparó la muerte de Gadafi a la de Saddam Hussein, que se encontraba en condiciones similares durante la Guerra de Irak hacía ocho años. "La similitud de la suerte de los tiranos en Irak y Libia y en otros sitios es una prueba del potencial del pueblo para derrotar a los dictadores, sin importar el tiempo que han estado en el poder", dijo Maliki.[25]

- Irán: El canciller Ali Akbar Salehi felicitó al pueblo libio y miembros del Consejo Nacional de Transición y dijo que Irán está dispuesto a ayudar a construir una "nueva y democrática Libia".[26] El portavoz del Ministerio de Asuntos Exteriores, Ramín Mehmanparast, declaró: "Es lo prometido por Dios y el sino cierto de todos los tiranos y opresores de la historia que, al ejercer el gobierno haciendo caso omiso de los derechos de las naciones, no acaben sino siendo aniquilados. La República Islámica de Irán felicita este triunfo, obtenido con una gran y loable resistencia a la sufrida nación musulmana de Libia y al Consejo Nacional de Transición de este país".[27] El presidente Mahmoud Ahmadinejad dijo que: "Fue triste, no era necesario al igual que muchos asesinatos"[28] y también dijo que los países occidentales apoyaron a Muamar Gadafi cuando les convenía, pero bombardearon al líder libio cuando ya no servía a sus propósitos con el fin de "saquear" la riqueza petrolera del país norteafricano.[29]

- Israel: Altos funcionarios gubernamentales no identificados fueron citados diciendo que "no hay ninguna razón para que Israel se lamente por la pérdida de Gaddafi", porque Muamar Gadafi "apoyó y defendió el terrorismo contra israelíes en todo el mundo".[30]

- Kuwait: El Ministro de Estado para Asuntos del Gabinete, Ministro de Relaciones Exteriores por la ley y portavoz oficial del Gobierno, Ali Al-Rashed, expresó, en un comunicado, la esperanza de que el fin del régimen de Gadafi constituiría el comienzo de un nuevo capítulo en la historia del pueblo libio para realizar sus aspiraciones para seguridad, estabilidad y prosperidad. El portavoz del gobierno llamó a los libios a unirse y apoyar al Consejo Nacional de Transición en sus esfuerzos para establecer un nuevo sistema de gobierno, basado en la justicia, la igualdad y el respeto de los derechos legítimos del pueblo. Aseguró el apoyo de Kuwait para el pueblo libio.[31]

- Líbano: El Presidente del Parlamento libanés, Nabih Berri, dio la bienvenida a la muerte de Gadafi emitiendo una declaración que decía "La justicia de Dios llegará, tarde o temprano." El ex primer ministro Saad Hariri también dio la bienvenida a la muerte de Gadafi diciendo "El fin de Muamar Gadafi es el fin inevitable de todos los tiranos que se enfrentan a la voluntad de su pueblo por la libertad y la democracia con el asesinato, la represión y la sangre".[32]

- Omán: El 27 de octubre el Sultanato de Omán ofreció el asilo de la familia Gadafi.[33]

- Pakistán: El político Imran Khan calificó la muerte de Gadafi como una "injusticia" y una "doble moral" de los Estados Unidos.[34]

- Sri Lanka: En un comunicado del Ministerio de Relaciones Exteriores de Sri Lanka, un país budista, se hizo un llamado para investigar la muerte de Gadafi.[35]

- Turquía: El Primer Ministro Recep Tayyip Erdogan dijo: "Yo estaba triste por el destino de Gadafi debido a la forma en que fue".[36] El Ministro de Exteriores Ahmet Davutoğlu declaró: "El destino de Gadafi y su régimen constituye una amarga lección que debería ser revisada cuidadosamente con respecto a los movimientos de cambio y transformación en la región".[36]

- Yemén: Abdul Janadi, Viceministro de Información y portavoz del gobierno, dijo a la agencia de noticias china Xinhua, el viernes, que el gobierno yemení no debe estar ocupado con la muerte de Gadafi en un momento en que estaba tratando de sacar al país de la crisis actual.[37]

#### Europa
- Albania: El presidente Bamir Topi y el primer ministro Sali Berisha describieron la muerte de Gadafi como un evento que significó el fin de la guerra en Libia. El presidente declaró que la guerra había dejado un gran sufrimiento, pero terminó una de las dictaduras más largas del mundo. Topi agregó que una clara perspectiva de paz y democracia es el futuro de Libia. Berisha expresó su satisfacción por el fin del conflicto libio, aunque declaró que habría sido mejor si Gadafi hubiese sido capturado vivo y llevado ante la justicia. Berisha consideró la eliminación de Gadafi como un evento muy esperado por el pueblo libio y el mundo entero.[38][39]

- Alemania: La Canciller Federal Angela Merkel dijo que este es un día importante para Libia y un nuevo comienzo pacífico es posible.[40] "Con esto una sangrienta guerra llega a su fin, lo que llevó a Gadafi contra su propio pueblo. Libia debe ahora tomar rápidamente nuevas medidas decisivas hacia la democracia y hacer hasta este momento que los logros de la Primavera Árabe sean irreversibles".[41]

- Austria: El Ministro de Asuntos Exteriores Michael Spindelegger dijo que se sentía aliviado porque el derramamiento de sangre ahora llega a su fin.[42]

- Bielorrusia: En respuesta a la muerte de Gadafi el presidente de Bielorrusia Alexander Lukashenko dijo: "La agresión ha sido cometida y el liderazgo del país, no sólo Muamar Gadafi, ha muerto ¿Y cómo fue asesinado? Bueno, si le hubieran disparado en una batalla, es una cosa, pero ellos lo humillaron y lo torturaron, le dispararon y lo violaron cuando fue herido; le retorcieron el cuello y los brazos y luego lo torturaron hasta la muerte. Es peor que lo que hicieron los nazis." Y agregó que "todo va a ser aún peor en Libia, ya que cuenta con depósitos colosales de recursos, y muchos han ido allí para tomar esas riquezas".[43]

- Bulgaria: El Ministro del Exterior Nikolay Mladenov dijo que la muerte de Gadafi marca el comienzo de una nueva era en Libia con su futuro en las manos del pueblo libio.[44]

- República Checa: El Primer Ministro Petr Necas dijo que la "muerte del derrocado ex líder libio Muamar Gadafi demuestra que los crímenes de los dictadores cometen en relación con sus propias naciones no quedan impunes." Asimismo, el Ministerio de Relaciones Exteriores expresó su "esperanza de que por la muerte de Muamar Gadafi el derramamiento de sangre en Libia está llegando a su fin".[45]

- Dinamarca: La Primera Ministra Helle Thorning-Schmidt dijo que es un día histórico en la lucha del pueblo libio por la libertad y la democracia. Ella entiende plenamente la felicidad del pueblo libio y dijo que Dinamarca está dispuesta a apoyar al pueblo libio.[46]

- España: La Ministra de Asuntos Exteriores Trinidad Jiménez ha apelado a la reconciliación y ha ofrecido la asistencia española en el próximo proceso de paz libio. Así mismo, instó a los responsables de crímenes a rendir cuentas.[47]

- Francia: El presidente Nicolas Sarkozy calificó la muerte de Gadafi como un hito en la lucha del pueblo libio "para liberarse del régimen dictatorial y violento que le fue impuesto sobre ellos por más de 40 años".[48]

- Países Bajos: El Primer Ministro Neerlandés Mark Rutte dijo que el pueblo de Libia había buscado un gran peligro personal al rebelarse contra el régimen de Gadafi. "Hubiera sido llamado a dar cuenta de sus crímenes en La Haya. En cualquier caso esperemos que los otros [criminales] que se están buscando pueden ser llevados ante la Corte Penal Internacional".[49]

- Hungría: El canciller János Martonyi dijo que la muerte de Gadafi significa el fin de 4 décadas de tiranía y abre un nuevo capítulo en la historia de Libia. También declaró que Hungría está lista para continuar desempeñando un papel clave para contribuir a la creación de una Libia democrática.[50]

- Italia: El Primer Ministro Silvio Berlusconi reaccionó a los informes de la muerte de Gadafi diciendo “Sic transit gloria mundi” (en latín, así pasa la gloria del mundo) y que ahora "la guerra ha terminado".[51]

- Malta: El Primer Ministro Lawrence Gonzi reaccionó a los informes de la muerte de Gadafi diciendo que: "La muerte de Gadafi marca un nuevo comienzo para Libia" y que "los malteses los ayudarán de acuerdo a nuestras capacidades".[52]

- Noruega: El Primer Ministro Jens Stoltenberg reaccionó a los informes de la muerte de Gadafi diciendo que "este es un momento decisivo para Libia" y que "Ahora se trata de hacer una Libia democrática. Aunque la muerte de Gadafi no es una garantía de que sea una buena base".[53]

- Polonia: En un comunicado el Ministerio de Asuntos Exteriores expresó su esperanza de la paz y la democracia en Libia y que "lamentamos que el dictador haya caído, para defender su poder sumió al país en una guerra civil en la que decenas de miles de libios murieron".[54]

- Reino Unido: El Primer Ministro David Cameron declaró: "También deberíamos recordar a los muchos, muchos libios que murieron en manos del brutal dictador y su régimen" y que "la gente de Libia tiene hoy una oportunidad incluso mayor, después de esta noticia, de construir ellos mismos un sólido y democrático futuro". Así mismo, el Secretario de Asuntos Exteriores William Hague lamentó que Gadafi fuese asesinado antes de que pudiese ser llevado a juicio: "Nosotros no aprobamos las ejecuciones extrajudiciales".[55] El Secretario de Defensa Philip Hammond dijo que la muerte de Gadafi dejó la reputación del CNT "un poco manchada" y agregó: "Desde luego no es la forma de hacer las cosas. Nos hubiera gustado ver a Gadafi ir a juicio para responder por sus delitos".[56]

- Rusia: El enviado especial Mijaíl Margelov advirtió que la guerra podría continuar a pesar de la muerte de Gadafi.[57] El Ministro de Relaciones Exteriores, Serguéi Lavrov, dijo que la muerte de Gadafi violó las Convenciones de Ginebra que prohíben la ejecución sumaria de prisioneros de guerra.[58] El Primer Ministro Vladímir Putin dijo: "Todo el mundo vio que él fue ejecutado, todo ensangrentado. ¿Es que eso puede llamarse democracia?"[59] ¿Y quién lo hizo? Drones, incluidos los estadounidenses, hicieron un ataque a su caravana. Esos comandos, que no debían estar allí, trajeron a la llamada oposición y militantes. Y lo mataron sin juicio".[60] Igor Barinov, el Vicepresidente del Comité de Defensa de la Duma Estatal, afirmó que los métodos de tratar a Gadafi y la posterior reacción de los líderes occidentales recuerdan más los episodios oscuros de la Edad Media que el desarrollo de la democracia contemporánea.[61]

#### Norteamérica
- Canadá: El Primer Ministro Stephen Harper anunció la noticia del día, diciendo que Gadafi "nunca volverá a estar en condiciones de apoyar el terrorismo o para permitir a otros a disparar contra sus propios ciudadanos. El pueblo de Libia puede finalmente dar vuelta la página después de 42 años de un capítulo de terrible opresión, y que ahora puede buscar un futuro mejor", dijo desde el vestíbulo de la Cámara de los Comunes.[62]

- Estados Unidos: El presidente Barack Obama dio una conferencia de prensa en el Rose Garden de la Casa Blanca, confirmando la muerte de Gadafi, y dijo que "la sombra de la tiranía sobre Libia se ha levantado", pero también añadió que "estamos bajo ilusiones, Libia tiene un largo y sinuoso camino por delante hacia la democracia".[63] También dijo: "Ustedes han ganado su revolución".[64] Sin embargo, unos días después, el 25 de octubre, ya mejor conocidos los detalles, declaró en una entrevista a la NBC:

«No fue algo agradable... Yo creo que es necesario cierto decoro en el trato de la muerte, incluso de alguien que ha hecho cosas tan terribles».

La secretaria de Estado Hillary Clinton inicialmente al enterarse de la muerte se rio y jubilosamente declaró "vinimos, vimos, él murió" en su comparecencia en una entrevista televisada, más tarde dijo que su gobierno hubiera preferido que Gadafi fuera a juicio y pidió una investigación conjunta de las Naciones Unidas y Libia por la forma en que murió bajo custodia.
- México: Un comunicado de la Secretaría de Relaciones Exteriores (SRE) declaró que "a la luz de los acontecimientos de hoy en Libia y la muerte del coronel Muamar Gadafi, México espera que se recupere pronto la paz en ese país, iniciando un proceso de reconciliación nacional y generando las condiciones para construir, inclusive, un gobierno".[67]

#### Centroamérica y el Caribe
- Costa Rica: El Ministerio de Relaciones Exteriores expresó: "La esperanza de que la muerte del ex líder libio, Muamar Gadafi, permite la reconciliación de esa nación africana".[68]

- Cuba: El 23 de octubre el expresidente Fidel Castro condenó el asesinato de Muamar Gadafi, y el "papel genocida" de la OTAN. Añadió también que "el cuerpo de Gadafi fue secuestrado y exhibido como trofeo de guerra, una conducta que viola los más elementales principios de las normas islámicas y otras creencias religiosas prevalecientes en el mundo".[69]

- Dominica: El Primer Ministro Roosevelt Skerrit el 23 de septiembre dijo: "Al igual que cualquier sociedad civilizada nunca vamos a aprobar la manera en que una persona es ejecutada. Nunca vamos a tolerar eso, independientemente de que la persona es, o que la persona pueda haber hecho, o se presume haber cometido delitos. Las ejecuciones extrajudiciales no deben ser apoyadas o promovidas por ninguna nación civilizada".[70]

- Granada: El Primer Ministro Tillman Thomas se refirió a la muerte de Gadafi como “lamentable”.[70]

- Nicaragua: El presidente Daniel Ortega condenó la muerte de Gadafi.[71] El representante de Nicaragua en la ONU Miguel d'Escoto lamentó la muerte y condenó a los Estados Unidos diciendo: "Todo esto es parte de la misma agresión imperial que vemos en Irak y Afganistán. Es un momento muy triste en el que estamos viviendo".[72]

- Panamá: El Ministerio de Relaciones Exteriores a través de un comunicado dijo que la muerte de Muamar Gadafi abre una "nueva era de dignidad y democracia" en Libia y confía en que el Consejo Nacional de Transición creará un gobierno "producto de elecciones libres y justas".[73]

- Santa Lucía: El canciller Rufus Bousquet dijo que Gadafi puede haberse perdido debido a su "usando de su dinero para la inversión en África en el desarrollo del mundo africano y caribeño".[70]

#### Oceanía
- Australia: La Primera Ministra Julia Gillard dijo que la toma de Sirte y la muerte de Gadafi marcan "un día de alivio en Libia así como la larga guerra de liberación que llega a su fin". Expresó el apoyo australiano para el CNT en la fase de transición. Ella dijo que estaba lista para ayudar a los nuevos líderes de Libia a trabajar por la paz y la estabilidad a raíz de la muerte del exlíder. El Ministro del Exterior, Kevin Rudd, dijo que los sucesos señalan el fin de la violencia en Libia.[74]

#### Sudamérica
- Brasil: La presidenta Dilma Rousseff declaró: "Pienso que Libia va a vivir un proceso de transformación democrática. De todas formas, eso no significa que debamos celebrar la muerte de un líder. El hecho de que Libia vaya a pasar por un proceso democrático no debería ser "celebrado", sino apoyado e incentivado y, de hecho, lo que deseamos es que [todos] los países tengan la capacidad, por ellos mismos, de vivir en paz y democracia".[75]

- Chile: El canciller Alfredo Moreno dijo que la muerte de Gadafi "crea una oportunidad para la paz" y el progreso en Libia. Y agregó: "Nadie puede alegrarse por la muerte de nadie. Él era ya una persona buscada por la Corte Penal Internacional y hubiera sido mejor que hubiera estado frente a los tribunales, pero estas son las cosas que suceden cuando hay una guerra".[76]

- Colombia: El presidente Juan Manuel Santos dijo en una declaración desde el Palacio de Nariño (sede del gobierno) que "con la muerte de Gadafi, esperamos que Libia pueda volver a la normalidad tan pronto como sea posible y que la democracia y la libertad finalmente prevalecerán." El mandatario también confió en que "los libios son responsables de su propio futuro y que sean conscientes de su propio país y que puedan prosperar en paz".[77]

- Ecuador: El presidente Rafael Correa demandó a la ONU investigar la muerte de Gadafi y de sus hijos Moatassem y Saif al Arab Gadafi y 3 de sus nietos, estas 4 últimas muertes ocurrieron en la capital Trípoli durante un bombardeo aéreo.[78] Consideró que la muerte del exlíder libio, Muamar Gadafi, fue un crimen "lo capturaron vivo y lo ejecutan. Es un crimen que hayan asesinado a 3 nietos de Gadafi de 1 y 2 años de edad, es un crimen y eso se tendrá que investigar".[79]

- Uruguay: El presidente José Mujica dijo que la muerte de Gadafi hace que "esa nación parece no tener derecho a la autodeterminación".[80]

- Venezuela: El presidente Hugo Chávez dijo a la AFP: "Lo recordaremos como un guerrero, un líder revolucionario y ahora un mártir. Ellos lo asesinaron. Eso es otra atrocidad".[81]

### Organizaciones internacionales

#### Organizaciones regionales
- Unión Africana – Funcionarios de la UA dijeron que se había levantado la suspensión de la membrecía de Libia y se permitiría al CNT ocupar el asiento de Libia en la Unión.[41]

- Liga Árabe: El Secretario General de la Liga Árabe Nabil al-Arabi dijo que espera que la muerte del derrocado líder libio Muamar Gadafi y el resto de los líderes árabes "de la vuelta a la página de la tiranía".[82]

- Comunidad del Caribe: El Presidente de la CARICOM Denzil L. Douglas dijo que la muerte de Gadafi "marca el final de un capítulo doloroso y tumultuoso para el pueblo de Libia que ha sufrido un prolongado conflicto en ese país durante los últimos ocho meses." Pidió que al CNT, la OTAN y el Consejo de Seguridad de la ONU supervisar el establecimiento de una paz duradera y un estado civil democrática. Douglas también expresó su preocupación por "los informes generalizados de violaciones de los derechos humanos contra ex miembros del gobierno libio y de los grupos minoritarios, incluidos los procedentes de países del África Subsahariana", en nombre de la CARICOM.[83]

- Unión Europea: El Presidente del Consejo Europeo Herman van Rompuy dijo: La muerte de Gadafi marca el fin de una era de despotismo. Que Gadafi muriera en un ataque en Sirte también significa el fin de la represión que el pueblo libio ha sufrido durante demasiado tiempo.[41]

#### OTAN
El oficial superior de la OTAN, el almirante James G. Stavridis, Comandante Supremo Aliado en Europa, anunció que va a recomendar que la campaña aérea de la alianza en Libia puede llegar a su fin. Las autoridades de la organización dijeron que es probable que la alianza continúe su misiones aéreas sobre Libia durante varios días más y luego se terminarían gradualmente.
El Secretario General de la OTAN, Anders Fogh Rasmussen, dijo en un comunicado que "la OTAN y nuestros socios han puesto en práctica, con éxito, el mandato histórico de las Naciones Unidas para proteger al pueblo de Libia. Vamos a terminar nuestra misión en coordinación con las Naciones Unidas y el Consejo Nacional de Transición. Con la caída reportada de Bani Walid y Sirte, ese momento ha movido mucho más cerca." El Consejo del Atlántico Norte, el órgano de gobierno de la OTAN, se reunió el 21 de octubre para terminar oficialmente la campaña de siete meses.
Los ministros de Defensa de la OTAN, reunidos en Bruselas, Bélgica, a principios de octubre, decidió no suspender las operaciones aéreas. Sin embargo, tras la muerte de Gadafi y la toma de Sirte, la última ciudad bajo el control de gadafista tomada por el CNT, la OTAN terminó oficialmente la campaña. Mientras que sólo se suspendía los ataques aéreos y se consideraba comenzar un período de seguimiento, un oficial de la OTAN habló al periódico estadounidense Los Angeles Times, a condición de anonimato, diciendo que el sentimiento dentro de la OTAN consiste en poner fin por completo a la campaña, incluida la aplicación de la zona de exclusión aérea y el embargo de armas impuesto por buques de guerra.
La muerte de Gadafi y el final de la campaña fue visto como una "rara victoria" para la OTAN después de las prolongadas operaciones en Afganistán y el patrullaje de lanchas contra la piratería en aguas de Somalia. De acuerdo con Michael Clarke, director de la Royal United Services Institute, con sede en Londres, Reino Unido, "la OTAN puede decir sin ambigüedad que era un éxito militar y político. Por eso hoy es un buen día para la OTAN, y la OTAN no ha tenido muchos éxitos en los últimos años." La OTAN anunció que su misión terminaría el 31 de octubre de 2011.

#### Naciones Unidas
El Secretario General de las Naciones Unidas Ban Ki-moon declaró que "Este día marca una transición histórica para Libia. En los próximos días, seremos testigos de escenas de celebración, así como el dolor de aquellos que perdieron mucho. Ahora es el momento de que todos los libios se unan. Los libios sólo pueden darse cuenta de la promesa de un futuro de unidad y reconciliación nacional. Los combatientes de ambos bandos deben deponer sus armas en paz. Este es el tiempo para sanar y reconstruir, por la generosidad de espíritu, no de venganza".
Rupert Colville, portavoz del Alto Comisionado de la ONU para los Derechos Humanos, dijo en una conferencia: "Como ustedes saben hay al menos dos videos de teléfono celular, uno que [a Gadafi] lo muestra con vida y otro mostrándolo muerto. Tomados en cuenta estos videos son muy perturbadores. Creemos que es necesario hacer una investigación y se necesitan más detalles para determinar si murió en el combate o después de su captura". Christof Heyns, el Relator Especial de las Naciones Unidas sobre ejecuciones extrajudiciales, sumarias o arbitrarias, pidió una investigación internacional sobre la muerte de Gadafi, afirmando que su asesinato pudo haber sido un crimen de guerra.

### Organismos no gubernamentales
- Santa Sede: Una declaración fue emitida por la Oficina de prensa de la Santa Sede diciendo que la muerte de Gadafi "cierra una fase demasiado larga y trágica de la lucha sangrienta por el derrocamiento de un régimen duro y opresivo". Y continúa diciendo que "el inmenso sufrimiento humano que acompaña la afirmación y el colapso de todo el sistema no se basa en el respeto y la dignidad de la persona, sino en la afirmación del poder predominante".[91] La Sede Apostólica respondió al evento al reconocer al CNT como el legítimo gobierno libio.[92]

- Amnistía Internacional – El organismo de defensa de los derechos humanos del grupo inmediatamente pidió "una investigación completa, independiente e imparcial" sobre la muerte de Gadafi y dijo que otros miembros del antiguo régimen y los combatientes deben ser tratados "humanamente".[93]

- Human Rights Watch – El organismo examinó los materiales documentados de la captura y el cadáver de Gadafi y llegó a la conclusión de que él y los demás muertos "podrían haber sido ejecutado tras ser capturados". La organización pidió una investigación, con la funcionaria Sarah Leah Whitson quien dijo: "Averiguaremos cómo murieron durante los sucesos".[56]

## Ramificaciones regionales
En el período inmediatamente posterior a la ejecución de Gadafi se pensaba que esta podría tener implicaciones significativas en el norte de África y el Medio Oriente, como una parte importante de la Primavera Árabe. Los expertos especulan que la muerte se intensificaría protesta en Siria y Yemen, y las autoridades francesas afirmaron que debido a esto que estaban “vigilando la situación de Argelia”.